# Дональд Еванс
До́нальд Луї́с Е́ванс (англ. Donald Louis Evans; нар. 27 липня 1946, Х'юстон, Техас) — американський політик, 34-й міністр торгівлі США (20 січня 2001 — 7 лютого 2005). Один з найближчих друзів Джорджа Вокера Буша.

## Життєпис
Еванс навчався в Університеті Техасу в Остіні. Він отримав ступінь бакалавра з машинобудування у 1969 році, а у 1973 році — MBA. З 1985 року обіймав посаду президента енергетичної компанії Tom Brown, Inc. Брав участь у передвиборчих кампаніях Буша на посаду губернатора Техасу у 1994 і 1998 роках, Він був також головою кампанії Буша на президентських виборах у 2000 році. Після виборів, Буш призначив Еванса міністром торгівлі. Він працював в уряді до кінця першого президентського терміну Буша на посаді президента США.
Одружений, має двох доньок, сина і троє онуків.